# Hitchhiker
Hitchhiker è il 38° album discografico del cantautore canadese Neil Young inciso nell'agosto 1976, ma pubblicato nel settembre 2017 su etichetta Reprise Records.

## Descrizione
L'album contiene dieci canzoni incise nel 1976 da Young accompagnandosi con la chitarra acustica o il piano. Anche se versioni differenti della maggior parte dei brani erano già state pubblicate in precedenza, il disco include due inediti: Hawaii e Give Me Strength.

## Tracce
Testi e musiche di Neil Young.
1. Pocahontas (pubblicata su Rust Never Sleeps (1979), con sovraincisioni) - 3:27
2. Powderfinger (pubblicata su Rust Never Sleeps (1979), registrata dal vivo con i Crazy Horse) - 3:22
3. Captain Kennedy (pubblicata su Hawks & Doves del 1980) - 2:51
4. Hawaii - 2:38
5. Give Me Strength - 3:40
6. Ride My Llama (pubblicata su Rust Never Sleeps del 1979) - 1:50
7. Hitchhiker (pubblicata su Le Noise (2010), in versione con chitarra elettrica) - 4:37
8. Campaigner (pubblicata sulla raccolta Decade (1977), in versione ridotta senza l'ultima strofa) - 4:19
9. Human Highway (pubblicata su Comes a Time del 1978) - 3:16
10. The Old Country Waltz (pubblicata su American Stars 'n Bars (1977), in versione incisa con i Crazy Horse) - 3:37